# Angol Wikipédia
Az angol Wikipédia (angol nyelven English Wikipedia, röviden Enwiki)  a Wikipédia projekt angol nyelvű változata, szabadon szerkeszthető internetes enciklopédia. 2001. január 15-én indult, és 2015 szeptemberében átlépte az ötmillió szócikkes határt. Ezzel minden idők legnagyobb enciklopédikus gyűjteménye. Az angol a Wikipédia legnagyobb nyelvi változata; 2017. májusi adatok szerint a Wikipédia összes szócikkének kb. 12%-a angol nyelvű. Létezik Wikipédia egyszerűsített angol nyelven is, amely több mint százezer szócikket tartalmaz.
2017 májusában több mint 30 millió regisztrált szerkesztője és kb. 1250 adminisztrátora volt.
2019. január 9-én a szócikkek száma 5 782 497 volt, ezzel továbbra is a legnagyobb Wikipédiának számít. A szócikkek száma 2020. január 23-án érte el a hatmilliót. A 6 milliomodik szócikk Maria Elise Turner Lauder kanadai tanárról és nyelvészről készült.

## Mérföldkövek
- 2001. január 15. – elindult az angol Wikipédia
- 2001 októbere – 10 ezer szócikk
- 2003. január 21. – 100 ezer szócikk
- 2005. március 17. – 500 ezer szócikk
- 2006. március 1. – 1 millió szócikk
- 2007. szeptember 9. – 2 millió szócikk[3]
- 2009. augusztus 17. – 3 millió szócikk
- 2012. július 13. – 4 millió szócikk
- 2015. november 1. – 5 millió szócikk
- 2020. január 23. – 6 millió szócikk
- Jelenlegi szócikkek száma: 7 022 136